# Fehlerhafte Gesellschaft
Bei der fehlerhaften Gesellschaft handelt es sich um eine richterrechtlich anerkannte Figur des deutschen Gesellschaftsrechts, die der Abwicklung unwirksamer Verträge über die Gründung einer Gesellschaft dient. Deren Unwirksamkeit kann beispielsweise durch Anfechtung oder durch Beteiligung Geschäftsunfähiger verursacht werden. Da es sich bei Gesellschaftsverträgen im Ausgangspunkt um schuldrechtliche Verträge handelt, sieht das Gesetz für diese Fälle eine Rückabwicklung nach Bereicherungsrecht vor. Hiernach werden alle Vermögensverschiebungen mit Bezug zur Gesellschaft rückgängig gemacht.
Diese Form der Rückabwicklung wird der Natur eines Gesellschaftsvertrags nicht gerecht. Dieser geht über einen Leistungsaustausch zwischen den Parteien hinaus, indem er eine selbstständig am Markt auftretende Organisation schafft. Durch die bereicherungsrechtliche Rückabwicklung würde dieser Unternehmensträger aus Sicht des Rechtsverkehrs überraschend vom Markt entfernt. Auch müssten die Gesellschafter alle Vermögensbewegungen innerhalb ihrer Gesellschaft ermitteln und deren Wert bestimmen. Dies können sie insbesondere bei Gesellschaften, die für mehrere Jahre bestehen, kaum leisten.
Die Figur von der fehlerhaften Gesellschaft bemüht sich, diese Schwierigkeiten zu vermeiden. Hierzu betrachtet sie die Gesellschaft trotz ihres unwirksamen Gründungsvertrags als wirksam entstanden. Dass der Gesellschaftsvertrag einen Fehler aufweist, berührt vergangene Geschäftsabläufe daher nicht. Die Gesellschafter erhalten allerdings die Möglichkeit, die Gesellschaft für die Zukunft aufzulösen.

## Funktion
Bei Gesellschaftsverträgen handelt es sich um schuldrechtliche Verträge, die beispielsweise infolge eines Formfehlers (§ 125 BGB), einer Anfechtung durch einen Beteiligten (§ 142 Absatz 1 BGB) oder eines Rechtsverstoßes (§ 134 BGB) unwirksam sein können. Sofern einer dieser Tatbestände eingreift, führt dies nach allgemeinem Zivilrecht zur Rückabwicklung des gescheiterten Vertrags nach Bereicherungsrecht. Hiernach werden alle Vermögensverschiebungen mit Bezug zur Gesellschaft rückgängig gemacht, indem die verschobenen Beträge denjenigen zurückgewährt werden, von denen sie herrühren.
Dies führt zu zwei Problemen: Zum einen wird die Gesellschaft als von Anfang an nicht-existent erklärt. Zum anderen werden die Leistungen, die die beteiligten Gesellschafter im Rahmen ihres Gesellschaftsvertrags erbracht haben, an diese zurückgewährt. Hierfür muss deren Wert ermittelt werden. Beides widerspricht den Bedürfnissen des Rechtsverkehrs: Zum einen wäre es mit erheblichem Aufwand verbunden, alle Vermögensverschiebungen innerhalb der Gesellschaft zu ermitteln und deren finanziellen Gegenwert festzustellen. Auch würde eine solche Abwicklung dem Charakter einer Gesellschaft als Risikogemeinschaft nicht gerecht. Zum anderen belastet die rückwirkende Auflösung der Gesellschaft den Rechtsverkehr erheblich, da dieser auf den Bestand der Gesellschaft vertraut und mit ihr Verträge abschließt.
Diesen Problemen begegnet die Lehre von der fehlerhaften Gesellschaft, indem sie die Gesellschaft trotz des fehlerhaften Gründungsvertrags als wirksam behandelt. Hierdurch vermeidet sie die komplizierte Rückabwicklung von Gesellschaften nach Bereicherungsrecht.

## Entstehungsgeschichte
Die Lehre von der fehlerhaften Gesellschaft wurde vom Reichsgericht entwickelt und besteht bis heute nur als Richterrecht, um eine sachgerechte Lösung für die Abwicklung einer Kapitalgesellschaft zu bieten, die durch einen unwirksamen Gesellschaftsvertrag gegründet worden ist. Sie führte zur Fiktion des Bestehens der Gesellschaft trotz fehlerhaften Gründungsvertrags. Sofern ein Gründungsvertrag einer Personengesellschaft einen Mangel aufwies, ging das Gericht demgegenüber anfänglich davon aus, dass Gesellschafter dieser Mangel nicht geltend machen können, sofern er das Verhältnis der Gesellschaft zu Dritten berührt. Später übertrug es seine Rechtsprechung zur fehlerhaften Kapitalgesellschaft auf die Personengesellschaft.
Die Rechtsprechung des Reichsgerichts griff der Gesetzgeber für die Aktiengesellschaft (§ 275-§ 277 des Aktiengesetzes) und die Gesellschaft mit beschränkter Haftung (§ 75-§ 77 des GmbH-Gesetzes) auf, indem er besondere Vorschriften schuf, die die Folge eines unwirksamen Gründungsvertrags regeln. Für die Personengesellschaften, für die keine vergleichbaren Regelungen entwickelt wurden, griff der Bundesgerichtshof die Rechtsprechung des Reichsgerichts auf und entwickelte sie fort. Inzwischen bezeichnet er diese Figur als gesicherten Bestandteil des Gesellschaftsrechts.
In der Rechtswissenschaft wurden alternative Konzepte entwickelt, die den Schwierigkeiten der Rückabwicklung von Gesellschaften gerecht werden soll. Nach der Lehre von der faktischen Gesellschaft kommt eine Gesellschaft dadurch zustande, dass sie am Markt auftritt. Den Austausch von Willenserklärungen betrachtet diese Auffassung als entbehrlich für das Entstehen einer vertraglichen Bindung, da der Rechtsverkehr diesen in bestimmten Situationen lediglich geringe Bedeutung beimesse. Diese Auffassung hat sich jedoch nicht durchgesetzt. Zum einen stelle die Willenserklärung eine elementare Grundlage des Rechtsverkehrs und Ausfluss der verfassungsrechtlich geschützten Privatautonomie dar, auf den nicht verzichtet werden könne. Zum anderen füge sich diese Lehre nicht in das System des BGB ein. Eine weitere Auffassung betrachtet die Konstruktion der fehlerhaften Gesellschaft als überflüssig. Sie versucht, den Verkehrsschutz über eine Rechtsscheinhaftung zu erreichen.

## Voraussetzungen
Damit die Lehre von der fehlerhaften Gesellschaft Anwendung findet, muss die betroffene Gesellschaft mehrere Voraussetzungen erfüllen: Sie muss auf Grundlage eines fehlerhaften Gesellschaftsvertrags errichtet sowie in Vollzug gesetzt worden sein. Weiterhin darf der Anerkennung der Gesellschaft als rechtswirksam kein höherrangiges Schutzinteresse entgegenstehen.

### Fehlerhafter Gesellschaftsvertrag
Die Lehre von der fehlerhaften Gesellschaft kommt zum Zuge, wenn der Gründungsvertrag einer Gesellschaft mit einem Fehler belastet ist, der insgesamt zu seiner Nichtigkeit führt. Dies ist zum einen der Fall, wenn der Fehler den gesamten Vertrag betrifft. Zum anderen führt die Unwirksamkeit einzelner Vertragsklauseln gemäß § 139 BGB zur Nichtigkeit des gesamten Vertrags, sofern nicht davon auszugehen ist, dass die Parteien den Vertrag auch ohne den nichtigen Teil vorgenommen hätten.
Ein Fehler, der zur Nichtigkeit führt, kann in der Missachtung eines Formerfordernisses liegen. Die Nichtigkeit kann gemäß § 142 Absatz 1 BGB ebenfalls dadurch bewirkt werden, dass der Vertrag von einem Beteiligten angefochten wird. Schließlich kann der Gesellschaftsvertrag dadurch in seiner Wirksamkeit berührt werden, dass sich eine Person an ihm beteiligt, die nicht voll geschäftsfähig ist, etwa weil sie minderjährig ist. Keine anfängliche Nichtigkeit wird demgegenüber durch den Widerruf eines Gesellschaftsvertrags bewirkt. Ein Widerrufsrecht entsteht beispielsweise, wenn ein Verbraucher im Rahmen eines Haustürgeschäfts einer Publikumsgesellschaft beitritt.
Fehlt es an einem Vertrag, kommt eine Anwendung der Lehre von der fehlerhaften Gesellschaft nicht in Betracht. Sofern die Gesellschafter dennoch zurechenbar den Anschein erweckt haben, dass eine Gesellschaft besteht, kann es sich um eine Scheingesellschaft handeln, bei der die Gesellschafter wegen einer Rechtsscheinhaftung von Gläubigern der Gesellschaft in Anspruch genommen werden können.

### Invollzugsetzen der Gesellschaft
Weiterhin muss das Bedürfnis bestehen, den Rechtsverkehr zu schützen. Dies ist der Fall, wenn die Gesellschaft durch rechtserhebliche Handlungen in Vollzug gesetzt worden ist. Ein Invollzugsetzen liegt stets vor, sobald die Gesellschaft Rechtsbeziehungen zu Dritten aufnimmt. Nach überwiegender Auffassung wird eine Gesellschaft ebenfalls dadurch in Vollzug gesetzt, dass ihre Gesellschafter im Verhältnis untereinander in rechtserheblicher Weise handeln, etwa durch das Bilden eines Gesellschaftsvermögens oder durch das Fassen von Gesellschafterbeschlüssen.
Anwendung findet die Lehre von der fehlerhaften Gesellschaft auch auf reine Innengesellschaften, also Verbindungen, die im Rechtsverkehr nicht als solche auftreten. Um eine solche handelt es sich bei der stillen Gesellschaft, bei der sich die Rolle eines Gesellschafters darauf beschränkt, seinen Mitgesellschaftern eine Einlage bereitzustellen. In diesen Fällen schützt die Lehre von der fehlerhaften Gesellschaft zwar keine Interessen des Rechtsverkehrs, sie vermeidet jedoch die nicht sachgerechte Rückabwicklung der Geschäftsverbindung.

### Kein entgegenstehendes Schutzinteresse
Schließlich darf die Anerkennung der Gesellschaft als wirksam nicht gegen vorrangige Schutzinteressen verstoßen. Ein vorrangiges Interesse kann nach vorherrschender Auffassung beispielsweise in der Einheit der Rechtsordnung liegen: Die Lehre von der fehlerhaften Gesellschaft darf keinen Widerspruch zu anderen Rechtsmaterien darstellen. Ein solcher Widerspruch läge beispielsweise vor, wenn Gesellschaften als wirksam betrachtet würden, die einen verbotenen (§ 134 BGB) oder sittenwidrigen (§ 138 BGB) Gesellschaftszweck verfolgen. Daher findet die Lehre von der fehlerhaften Gesellschaft beispielsweise nicht auf eine Gesellschaft Anwendung, die zum illegalen Handel mit Betäubungsmitteln oder zur Steuerhinterziehung gegründet worden ist.
Der Rückgriff auf die Lehre von der fehlerhaften Gesellschaft wird ebenfalls durch den Minderjährigenschutz ausgeschlossen. Sofern sich ein Minderjähriger an einer Gesellschaft beteiligen will, die sich auf den Betrieb eines Erwerbsgeschäfts richtet, muss dieser gemäß § 107 BGB durch seinen gesetzlichen Vertreter vertreten werden. Dies ist Folge der rechtlichen Pflichten des Minderjährigen, die der Beitritt zu einer solchen Gesellschaft begründet, insbesondere die persönliche Haftung als Gesellschafter. Gesetzliche Vertreter eines Minderjährigen sind gemäß § 1626 Absatz 1 Satz 1 BGB, § 1629 Absatz 1 Satz 1 BGB grundsätzlich dessen Eltern. Gemäß § 1643 Absatz 1 BGB, § 1852 Nummer 1 & 2 BGB muss darüber hinaus das Familiengericht dem Gesellschaftsbeitritt des Minderjährigen zustimmen. Fehlt es hieran, wird der Minderjährige kein Gesellschafter. Sofern die Gesellschaft lediglich aus zwei Personen besteht, führt dies dazu, dass die Gesellschaft nicht entsteht, andernfalls führen die Gesellschafter die Gesellschaft ohne Beteiligung des Minderjährigen fort. Die fehlerhafte Gesellschaft modifiziert dieses Ergebnis nicht: Da das Gesetz dem Schutz Minderjähriger einen besonders hohen Stellenwert einräumt, überwiegt dieser das Interesse des Rechtsverkehrs am Bestand der Gesellschaft, sodass die fehlerhafte Gesellschaft nicht zu einer Benachteiligung Minderjähriger führen kann. Nach in der Rechtswissenschaft vorherrschender Auffassung bleibt es daher dabei, dass der Minderjährige kein Gesellschafter wird. Eine Gegenauffassung geht davon aus, dass der Minderjährige zwar Gesellschafter wird, ihn jedoch die mit der Gesellschafterstellung verbundenen Nachteile nicht treffen können. Diese Auffassung bemüht sich darum, die vorteilhaften Elemente der Stellung als Gesellschafter zu erhalten, etwa die Gewinnbeteiligung.
In früheren Urteilen schloss der Bundesgerichtshof die Anwendbarkeit der Lehre von der fehlerhaften Gesellschaft auch aus, wenn ein Gesellschafter durch einen Mitgesellschafter arglistig getäuscht oder widerrechtlich bedroht worden ist und sich der Mitgesellschafter hierdurch zulasten des Getäuschten oder Bedrohten beträchtliche Vorteile verschafft. In späteren Entscheidungen bewertete das Gericht den Verkehrschutz allerdings als generell vorrangig, da der anfechtende Gesellschafter durch sein Recht auf Auflösung der Gesellschaft hinreichend geschützt sei. Damit findet die Lehre der fehlerhaften Gesellschaft in Fällen arglistiger Täuschung und widerrechtlicher Drohung uneingeschränkt Anwendung.
Kein entgegenstehendes Schutzinteresse stellt im Fall des Widerrufs einer Gesellschaftsbeteiligung der Verbraucherschutz dar. Dies sei zwar das vorrangige Ziel der mehrerer europäischer Richtlinien, auf denen das deutsche Widerrufsrecht basiert, im Fall des Widerrufs einer Beteiligung an einer Publikumsgesellschaft wirkte sich der Widerruf eines Verbrauchers allerdings zulasten anderer Gesellschafter aus, die regelmäßig ebenfalls Verbraucher seien. Daher findet die Lehre von der fehlerhaften Gesellschaft in Fällen des Widerrufs des Gesellschaftsbeitritts Anwendung. Dies hat zur Folge, dass der Verbraucher-Gesellschafter zwar aus der Gesellschaft austreten kann, bei der Rückzahlung seiner Einlage muss er sich jedoch die Verluste anrechnen lassen, die die Gesellschaft seit seinem Beitritt erlitten hat. Gegebenenfalls haftet er auch gemäß § 737 BGB für Fehlbeträge.

## Rechtsfolgen einer fehlerhaften Gesellschaft
Sofern die Voraussetzungen der fehlerhaften Gesellschaft vorliegen, wird die betroffene Gesellschaft als wirksam behandelt. Hierdurch wirkt sich der Fehler im Gesellschaftsvertrag nicht auf den Rechtsverkehr aus, sodass Rechtsgeschäfte, die die Gesellschaft abgeschlossen hat, bestehen bleiben.
Die Fehlerhaftigkeit des Gesellschaftsvertrags erlaubt den Gesellschaftern allerdings, die Auflösung der Gesellschaft für die Zukunft herbeizuführen. Grundsätzlich kann dies gemäß § 731 Absatz 1 BGB durch Kündigung erfolgen. Bei Personenhandelsgesellschaften setzt die Auflösung gemäß § 138 Absatz 1 Nummer 3, § 139 HGB eine hierauf gerichtete Auflösungsklage voraus. Sofern der Mangel im Vertrag lediglich einzelne Gesellschafter betrifft, kann gemäß § 130 Absatz 1 Nr. 5, § 134 HGB alternativ auf Ausschließung eines Gesellschafters geklagt werden.
Falls ein Gesellschafter kündigt oder auf Auflösung klagt, kommt es zum Liquidationsverfahren, innerhalb dessen die Gesellschaft abgewickelt und anschließend aufgelöst wird. Der Ablauf der Liquidation richtet sich maßgeblich nach dem Gesellschaftsvertrag. Außer Betracht bleibt hierbei die Vertragsklausel, die Ursache der Fehlerhaftigkeit der Gesellschaft ist. An deren Stelle tritt dispositives Gesetzesrecht. Bei Klage auf Ausschließung wächst der Anteil des ausscheidenden Gesellschafters den Mitgesellschaftern an. Ist der Vertragsmangel lediglich geringfügig, kann die Geltendmachung dieses Mangels gegen die Treuepflicht des Gesellschafters verstoßen.

## Weitere Anwendungsfälle
Anwendung findet die Lehre von der fehlerhaften Gesellschaft auch auf den fehlerhaften Beitritt zu einer Gesellschaft. Ein solcher liegt vor, wenn der Beitritt auf Grundlage eines unwirksamen Vertrags erfolgt. Sofern der beitretende Gesellschafter Beiträge zur Gesellschaft erbringt oder in anderer Weise relevante Handlungen innerhalb der Gesellschaft vornimmt, ist sein Beitritt trotz des fehlerhaften Vertrags wirksam. Daher kann er seine Beiträge nicht über das Bereicherungsrecht herausverlangen. Stattdessen erhält er ein Auseinandersetzungsguthaben, welches auch negativ ausfallen kann, so dass der Gesellschafter zur Zahlung an die Gesellschaft verpflichtet ist.
Entsprechende Anwendung findet die Lehre von der fehlerhaften Gesellschaft ferner auf den fehlerhaften Austritt aus einer Gesellschaft. Hierzu kommt es beispielsweise nach der Anfechtung einer Austrittsvereinbarung. In einem solchen Fall ist der Austritt des Gesellschafters wirksam. Der ausgetretene Gesellschafter kann allerdings verlangen, wieder in die Gesellschaft aufgenommen zu werden.
Eine ähnliche Rückabwicklungsproblematik wie im Gesellschaftsrecht besteht bei Arbeitsverhältnissen, denen ein unwirksamer Arbeitsvertrag zugrunde liegt. Sofern sich beispielsweise nach mehreren Arbeitsjahren herausstellt, dass kein Arbeitsverhältnis besteht, müsste bei einer Rückabwicklung nach Bereicherungsrecht der Wert aller erbrachten Arbeitsleistungen ermittelt werden, was praktisch kaum möglich ist. Auf diese Problematik reagiert die Rechtswissenschaft mit der Lehre vom fehlerhaften Arbeitsverhältnis. Deren Voraussetzungen und Rechtsfolgen entsprechen denen der fehlerhaften Gesellschaft.